# 李碧華 (作家)
李碧華（1958年11月30日—），本名李白，女，香港作家與編劇家，多部作品曾被改編成電影。

## 生平
畢業於香港女子學校香港真光中學。曾於葵涌聖公會仁立小學任職英文及體育科教師，亦曾任人物專訪記者、電視編劇、電影編劇及舞劇策劃。先後在刊物撰寫專欄及小說。所寫的小说有《胭脂扣》、《潘金蓮之前世今生》、《秦俑》、《川島芳子》、《霸王別姬》、《青蛇》、《誘僧》等二十多種。 其中《胭脂扣》、《霸王别姬》、《青蛇》、《餃子》等都被她親自改编成劇本，並搬上大銀幕拍攝成電影，廣受好評。著作有：《白開水》、《爆竹煙花》和《蝴蝶十大罪狀》等一百多本。

## 著作列表
- 胭脂扣
- 霸王別姬
- 青蛇
- 生死橋(小說)
- 潘金蓮之前世今生(小說)
- 秦俑
- 川島芳子(小說)
- 誘僧(小說)
- 潑墨(散文)
- 泡沬紅茶(散文)
- 聰明丸 (長短句)
- 給拉麵加一片檸檬 (飲食文化)
- 有點火(散文)
- 橘子不要哭 (散文)
- 煙花三月(紀實小說)
- 水雲散髮  (飲食檔案)
- 牡丹蜘蛛麵 (飲食檔案)
- 餃子 (小說)
- 給母親的短東 (博客留言結集)
- 紫禁城的女鬼(小說)
- 一夜浮花(散文)
- 生命是個面紙盒(散文)
- 歡喜就好(散文)
- 未經預約(散文)
- 十種矛盾的快樂(散文，攝影)
- 天天都在準備中 (散文，攝影)
- 人骨琵琶啟示錄(散文)
- 香燈一夜乾 (百般滋味)

## 專欄
- 1）礦泉水（蘋果日報）
- 2）潑墨（壹週刊）
- 3）女巫冷血詞典（爽報）

## 編劇列表（電視廣播有限公司）
- 1976年：無花果 第二集
- 1976年：世界名劇選：日安憂鬰
- 1976年：七女性：廖詠湘
- 1976年：北斗星 第八集
- 1977年：白羊.天蠍.水瓶座
- 1977年：年青人：鏡
- 1977年：年青人：風箏
- 1977年：年青人：放榜
- 1977年：小人物：四當家
- 1977年：小人物：30-60

## 編劇列表（香港電台）
- 1977年：小時候
- 1978年：獅子山下：捐血的故事
- 1978年：獅子山下：何處是吾家（上，下）
- 1979年：獅子山下：全餐
- 1979年：人之初：不哭的阿B
- 1979年：人之初：生滋狗的日記
- 1980年：烙印：初生
- 1980年：烙印：夜未央
- 1980年：烙印：蝴蝶
- 1980年：烙印：我兒（上，下）
- 1980年：歲月河山：我家的女人（上，下）
- 1980年：歲月河山：細民初九
- 1980年：歲月河山：蕭先生
- 1981年：島的故事：阿嬌要嫁人
- 1981年：香港香港：霸王別姬（上，下）
- 1981年：香港香港：江湖再見
- 1981年：香港香港：困獸
- 1982年：屋簷下：千人斬
- 1987年：小說家族：男燒衣

## 編劇列表(電影)
- 父子情 (1981)
- 兩小無知 (1981)
- 細圈仔 (1982)
- 窺情 (1984)
- 胭脂扣 (1988)
- 秦俑 (1989)
- 潘金蓮之前世今生 (1989)
- 川島芳子 (1990)
- 鬼幹部 (1991)
- 青蛇 (1993)
- 誘僧 (1993)
- 霸王別姬 (1993)
- 三更2之餃子 (2004)
- 迷離夜 (2013)
- 奇幻夜 (2013)

## 舞劇策劃
- 搜神
- 女色
- 胭脂扣
- 粉墨春秋

## 另見
- 李碧華鬼魅系列

## 外部連結
- "Farewell My Concubine: Author Biography." （页面存档备份，存于） Novels for Students. Ed. Marie Rose Napierkowski. Vol. 19. Detroit: Gale, 1998. BookRags.com. January 2006. 19 June 2006. （英文）
- 李碧華的新浪博客
- 李碧華在互联网电影资料库（IMDb）上的資料（英文）（英文）
- 在AllMovie上李碧華的頁面（英文）
- 李碧華在香港影庫上的簡介
- 李碧華在豆瓣上的资料（简体中文）
- 李碧華在时光网上的簡介（简体中文）